# Michel Westerbeek
Michel Westerbeek (12 oktober 1969) is een Nederlands voormalig voetballer. Hij stond onder contract bij FC Zwolle.

## Statistieken
| Seizoen | Club       | Land      | Competitie     | Wed. | Goals |
| ------- | ---------- | --------- | -------------- | ---- | ----- |
| 1989/90 | PEC Zwolle | Nederland | Eerste divisie | 32   | 4     |
| 1990/91 | FC Zwolle  | Nederland | Eerste divisie | 14   | 1     |
| Totaal  | Totaal     | Totaal    | Totaal         | 46   | 5     |